# Rasmus Lyberth

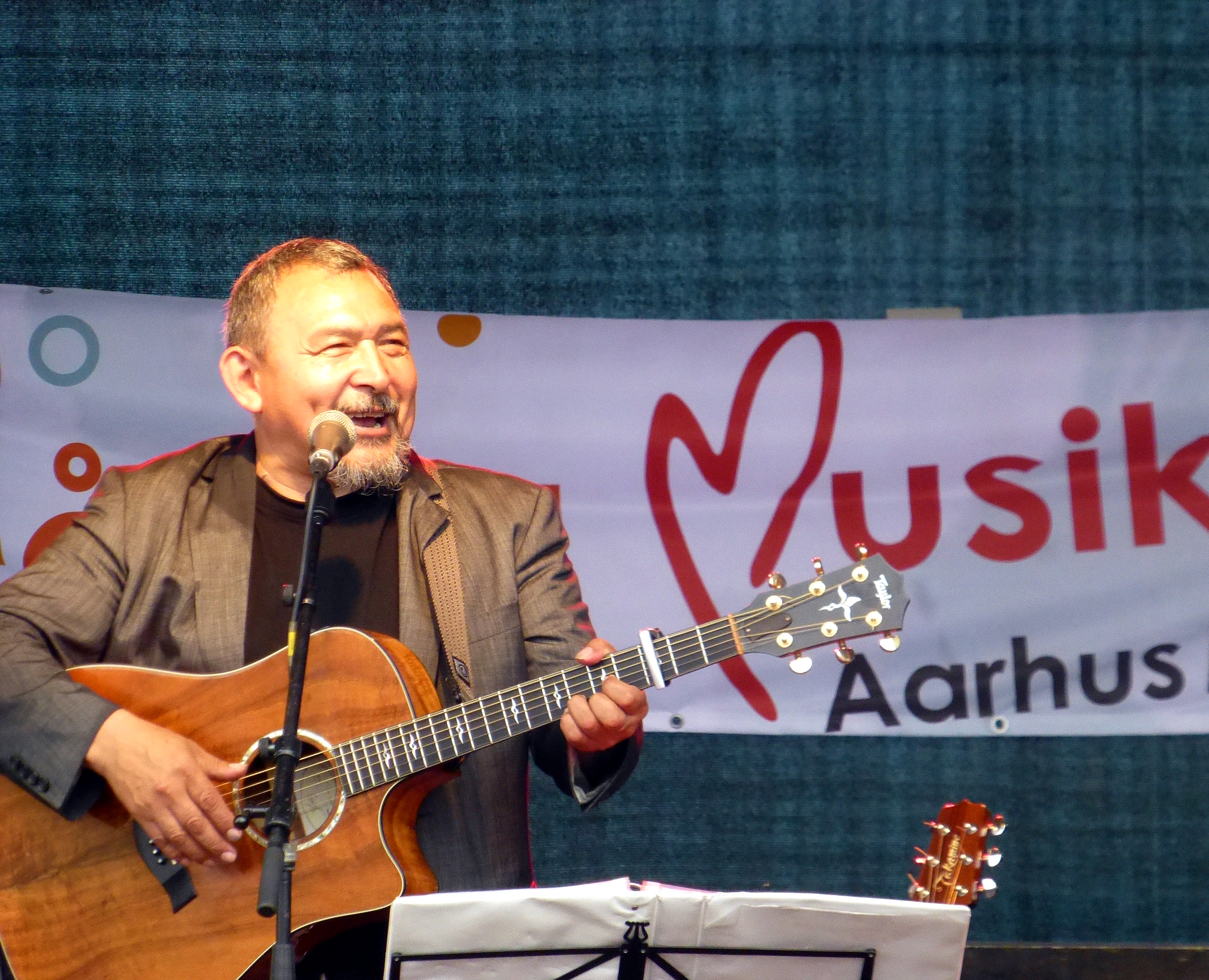
Rasmus Lyberth bei einem Konzert in Aarhus anlässlich der Tall Ships’ Races am 4. Juli 2013

Rasmus Ole Lyberth (* 21. August 1951 in Maniitsoq) ist ein grönländischer Sänger, Songwriter und Schauspieler. Seit den 1970er Jahren gehört er zu den populärsten Künstlern in der grönländischen Musikszene.

## Leben

### Jugend
Rasmus Lyberth wurde als viertes von acht Kindern des Lehrers und Schriftstellers Erik Mads Rasmus Lyberth (1924–1988) und seiner Frau Emma geboren. Sein Vater war ein Bruder des Politikers Enos Lyberth (1931–2016). Er wurde in Maniitsoq geboren, zog jung mit seiner Familie nach Nanortalik und im Alter von acht Jahren nach Nuuk, wo er fortan aufwuchs. Durch seinen Lehrer Ejnar Heilmann wurde er schon als Kind für Musik begeistert und begann im Alter von 12 Jahren Gitarre zu spielen. Als sein Idol gibt er Louis Armstrong an. Mit 15 Jahren wurde er Matrose. Bei einem Aufenthalt in Kopenhagen begann er 1969 in Bars aufzutreten. Dort wurde er entdeckt und zu einer Grönland-Ausstellung im Dänischen Nationalmuseum eingeladen, wo er unter anderem vor der Königsfamilie spielte. Später begann er eine Ausbildung als Flugzeugmechaniker.

### Karrierebeginn
1973 nahm er an der Fernsehmusikshow Musikalske Venner teil, woraufhin er einen Plattenvertrag erhielt. 1975 erschien sein Debütalbum Erningaa/Til min søn („Oh mein Sohn“ bzw. „An meinen Sohn“). Ab 1977 widmete er sich auch der Schauspielerei und stand beim Tuukkaq Teatret auf der Bühne. 1978 veröffentlichte er sein zweites Album Piumassuseq nukiuvoq/Viljen er styrke („Der Wille ist Kraft“). 1979 sollten ein grönländischer und ein färöischer Teilnehmer beim Dansk Melodi Grand Prix vertreten sein, wobei die Wahl auf Rasmus Lyberth und Annika Hoydal fiel. Er erreichte mit seinem grönländischsprachigen Lied Faders bøn („Vaters Gebet“) einen Platz im Mittelfeld des Wettbewerbs. Rasmus Lyberth singt ausschließlich auf Grönländisch, konnte aber internationale Bekanntheit erlangen und tritt häufig im Ausland auf. Seine Lieder sind nationalromantisch, wurden aber zu Beginn seiner Karriere kritisiert, weil sie angesichts der gesellschaftlichen Strömungen im Vergleich zu Sumés Musik nicht politisch genug war. 1983 erschien sein drittes Album Aak timinnit koorusaarpoq („Langsam läuft das Blut aus meinem Körper“). 1984 erhielt er eine Hauptrolle im dänisch-grönländischen Spielfilm Tukuma von Palle Kjærulff-Schmidt, Josef Motzfeldt und Klaus Rifbjerg. Im selben Jahr erhielt er den grönländischen Weihnachtsbriefmarkenpreis.

### Karrierehöhepunkt
Erst 1988 gab er seinen Job als Flugzeugmechaniker auf und wurde professioneller Musiker. 1989 gab er gemeinsam mit dem Querflötisten Verner Nicolét das Album Ajorpianng'/Det er godt nok („Nicht so schlecht“ bzw. „Das ist ganz okay“) heraus. Im selben Jahr erschien das Album Lyberth & Co. nanivaat („Lyberth & Co. haben es gefunden“), das in Zusammenarbeit mit dem dänischen Jazzorchester Lassens Jazzkalas entstanden war. Auch 1989 wurde das zehnjährige Jubiläum der Einführung der Hjemmestyre gefeiert, wo Rasmus Lyberth an Bord des königlichen Schiffs Dannebrog als Hauptsänger auftreten sollte. In der Woche zuvor hatte er sich mit Regierungschef Jonathan Motzfeldt zerstritten, der ihn in betrunkenem Zustand als Kommunisten bezeichnet hatte, woraufhin er drohte, nicht zu den Feierlichkeiten zu erscheinen. Dort entschuldigte sich Jonathan Motzfeldt mit der Verleihung des grönländischen Kulturpreises. 1990 trat er für Königin Margrethe II. anlässlich ihres 50. Geburtstags auf.
Nach der Scheidung von seiner ersten Frau Hanne heiratete Rasmus Lyberth 1992 Annette Bogø Jensen. Aus seinen beiden Ehen hat er vier Kinder. Im selben Jahr gab er mit Verner Nicolét das Album Kisimiinngilatit/Kærlighed gør mig smuk („Du bist nicht allein“ bzw. „Liebe macht mich schön“) heraus. 1994 erschien wieder mit Verner Nicolét das Album Nakuussutigaara („Das ist meine Stärke“). In den 1990er Jahren arbeitete er auch als Präventionsberater in Qaqortoq. 1997 kandidierte er bei der Kommunalwahl für die Siumut, wurde aber nicht gewählt. 1998 hatte er die Hauptrolle im dänisch-grönländischen Film Lysets hjerte von Jacob Grønlykke und Hans Anthon Lynge inne. 1998 wurde er auch von Statens Kunstfond ausgezeichnet. Im selben Jahr erschien das neue Album Qaamaneq isinnit isigaara/Jeg ser lysglimt i dine øjne („Ich sehe ein Leuchten in deinen Augen“) sowie das in Zusammenarbeit mit Christian Alvad entstandene Beyond Darkness. 2000 trat er für die Königin zu ihrem 60. Geburtstag auf und wurde zum Ritter des Dannebrogordens ernannt. 2001 gab er das Buch Inuuneq asaguk inuunerup asammatit/Elsk livet for livet elsker dig („Liebe das Leben, denn das Leben liebt dich“) mit Liedtexten und Gedichten heraus. Im selben Jahr erschien das Album Rasmus Lyberthip nuannersuliai: Inuuneq oqaluttuartaraanngat/Rasmus Lyberths bedste sange: Når livet fortæller („Rasmus Lyberths beste Lieder: Wenn das Leben erzählt“), wo er seine größten Hits nochmal sang. 2003 hatte er eine Rolle im Fernsehadventskalender Nissernes Ø inne. 2004 war er Gastmusiker auf Lars Lilholts Album Den 7. dag („Der 7. Tag“), wo er das Lied Nuannaarnerup Nipaata/Når glæden stråler („Die Stimme der Freude“ bzw. „Wenn die Freude strahlt“) sang.

### Spätere Jahre
Um 2005 zog Rasmus Lyberth nach Odense, wo er seither wohnt. Sein neuntes Album Asanaqigavit/Kærligst („Weil du so liebenswert bist“ bzw. „Lieblichst“) erschien 2006. 2008 veröffentlichte er sein zehntes Album Hey hey. 2012 durfte er wieder für die Königin auftreten, diesmal anlässlich ihres 40. Thronjubiläums. Weitere Alben waren Innunerup asammatit/For livet elsker dig („Weil dich das Leben liebt“) (2013) und Alaatsinaassuseq aquttoralugu/Nysgerrighed som styrmand („Neugierde als Steuermann“) (2014). 2016 veröffentlichte er das Hörbuch Min barndom i Grønland – En kuldreng („Meine Kindheit in Grönland – ein Kohlenjunge“), wo zwölf Personen über ihre Kindheit in Grönland sprechen, darunter neben Rasmus Lyberth selbst Naja Marie Aidt, Julie Berthelsen, Jessie Kleemann, Iben Mondrup, Emile Hertling Péronard und Minik Rosing. Sein bisher jüngstes Album Inuunerup oqarfigaanga/Livet skal leves på ny („Das Leben sagt mir“ bzw. „Das Leben soll neu gelebt werden“) erschien 2019. Am 23. August 2021 wurde er anlässlich seines 70. Geburtstags mit dem Nersornaat in Silber ausgezeichnet. 2022 hatte er eine Rolle in der Fernsehserie Borgen – Macht und Ruhm inne.

## Diskografie
Alben
- 1975: Erningaa/Til min søn
- 1978: Piumassuseq nukiuvoq/Viljen er styrke
- 1983: Aak timinnit koorusaarpoq
- 1989: Ajorpianng'/Det er godt nok (mit Verner Nicolét)
- 1989: Lyberth & Co. nanivaat (mit Lassens Jazzkalas)
- 1992: Kisimiinngilatit/Kærlighed gør mig smuk (mit Verner Nicolét)
- 1994: Nakuussutigaara (mit Verner Nicolét)
- 1998: Qaamaneq isinnit isigaara/Jeg ser lysglimt i dine øjne
- 1998: Beyond Darkness (mit Christian Alvad)
- 2001: Rasmus Lyberthip nuannersuliai: Inuuneq oqaluttuartaraanngat/Rasmus Lyberths bedste sange: Når livet fortæller (Kompilation)
- 2006: Asanaqigavit/Kærligst
- 2008: Hey hey
- 2013: Innunerup asammatit/For livet elsker dig
- 2014: Alaatsinaassuseq aquttoralugu/Nysgerrighed som styrmand
- 2019: Inuunerup oqarfigaanga/Livet skal leves på ny

## Filmografie
- 1984: Tukuma
- 1998: Qaamarngup uummataa (Heart of Light, Lysets hjerte)
- 2003: Nissernes Ø (TV-Serie)
- 2022: Borgen – Macht und Ruhm (TV-Serie)

## Bücher
- 2001: Inuuneq asaguk inuunerup asammatit/Elsk livet for livet elsker dig
- 2016: Min barndom i Grønland – En kuldreng (Hörbuch)